# Basilique Saint-Hubert de Saint-Hubert
La basilique Saint-Hubert fut autrefois l'église abbatiale Saint-Pierre. C'est un édifice religieux catholique qui est lieu de culte principal de la ville belge de Saint-Hubert située en Région wallonne. 
L'église abbatiale de l'abbaye de Saint-Pierre en Ardenne (687-1797), devenue église paroissiale en 1809, fut élevée au rang de basilique mineure en 1927 par le Pape Pie XI. La basilique est classée, avec le quartier abbatial qui la jouxte, au Patrimoine majeur de Wallonie.

## Dénomination
La basilique Saint-Hubert est parfois dénommée basilique Saint-Pierre et Saint-Paul ou des Saints-Pierre-et-Paul, peut-être en raison des statues de ces deux saints qui ornent le maître-autel et de celles qui occupaient autrefois les niches de la façade.

## Préambule

### Constructions antérieures successives au même endroit
L'église actuelle succède, au même emplacement, à un édifice roman à trois nefs précédées d'un avant-corps, érigé de 1133 et 1167 sous les abbés Gislebert (1133-1144) et Jean de Wahart (1144-1167) après qu'un incendie ait détruit les constructions précédentes en 1130.
Au XIIIe siècle, sous l'abbatiat de Thierry III de Waha (1212-1242), le « Westbau » roman est remplacé par un avant-corps de style gothique primaire,.

### Destruction partielle de l'ensemble
L'église romane est détruite le 20 novembre 1525 par un incendie criminel allumé dans le bourg qui atteint également l'abbaye, le quartier abbatial et le cloître. Les ruines de l'église sont rasées, à l'exception de l'avant-corps.

## Historique

### Nouvelle abbatiale englobant ce qu'il reste des constructions précédentes
Pour l'essentiel, la construction de la nouvelle église, nettement plus vaste que la précédente (90,5 m en longueur, 30,5 m en largeur, environ 25 m de hauteur dans la nef), s’étale de 1526 à 1564, sous la direction de trois maîtres d’œuvre : Nicolas III de Malaise (1503-1538), son neveu Jean V de Schennemaele (1538), tous deux brabançons, et Remacle de Marche (1538-1564).
Lors de cette reconstruction, les tours du XIIIe siècle, rescapées de l'incendie, sont conservées. Elles seront englobées dans la nouvelle façade classique au XVIIIe siècle.
La charpente de la nef est édifiée du 22 avril au 24 septembre 1557, après celle du chœur dont les arbres ont été abattus entre 1538 et 1548. Ces charpentes soutiennent un toit à deux versants très inclinés et haut de 10 m. Les assemblages sont à tenon-mortaise, maintenus par des chevilles.
La crypte est consacrée le 18 août 1560, le chœur le 16 novembre de la même année.
Les voûtes des nefs latérales sont datées de 1564 (première clé de voûte du déambulatoire sud).

### Vicissitudes de l'abbaye Saint-Hubert
Le 15 octobre 1568, l'abbaye de Saint-Pierre en Ardenne (ou abbaye de Saint-Hubert) est pillée et incendiée par des soldats huguenots français envoyés au secours des Gueux des Pays-Bas par le prince de Condé. Ils causent de très importants dégâts à l'église.
En 1683 (dates aux clés des bras du transept), l'abbé Cyprien Mareschal (1662-1686) fait voûter de briques la nef centrale, le choeur et le transept couverts jusqu'alors d'un simple plancher de bois.
La façade actuelle, de style classique  est construite de 1700 à 1702, sous l'abbatiat de Clément Lefèbvre (1686-1727). Elle serait due au Frère Bérégise, architecte bénédictin, et à Arnold de Hontoire, sculpteur et décorateur liégeois. Le relief en pierre à son sommet est vraisemblablement de la main d'Arnold de Hontoire. Il est surmonté d'une statue du saint, œuvre du sculpteur Jean Willame. Cette statue, posée le 1er juillet 1986, remplace l’originale, enlevée par précaution en 1958 après que sa tête soit tombée sur la place de l’Abbaye en 1949.
Vers 1730, une impressionnante roue d'écureuil de 4 m de diamètre fut construite, et est toujours en place dans les combles au-dessus de la nef. Un ou deux hommes marchaient à l'intérieur pour hisser des charges atteignant 3 tonnes.

### Suppression et vente de l'abbaye du fait de la République française
Le 2 février 1795, la République française met sous séquestre les biens de l'abbaye. Le 27 janvier 1797, ses derniers occupants sont chassés par la force.
L'église abbatiale est vendue le 10 octobre 1797 au sénateur français Jean-Barthélemy Le Couteulx de Canteleu. Cédée par lui le 20 mars 1807 à un certain Pierre Boignes, marchand de métaux à Paris, elle est un temps menacée de destruction. Le 7 juin 1808, dix notables de Saint-Hubert l'achètent par un acte passé devant le notaire Dehez. Le 1er août 1809, par un second acte authentique reçu par le même notaire, les acquéreurs déclarent formellement que tout le prix d'achat soldé au vendeur provient de collectes et renoncent à tout droit de propriété au profit de la ville.
Cette même année, l'abbatiale devient église paroissiale, remplaçant dans cette fonction l'église Saint-Gilles.

### Église abbatiale devenue paroissiale abandonnée puis restaurée
Suit une période d'abandon qui rend nécessaire un important effort de sauvegarde à partir de 1841. Lors de ces travaux de restaurations, des modifications néo-gothiques affectent le bâtiment,.

### Église élevée au rang de basilique
Le 6 juin 1927, l'ancienne église abbatiale devient basilique,.
Elle est classée comme monument le 22 février 1938 et est inscrite sur la liste du patrimoine immobilier exceptionnel de Wallonie depuis le 25 juillet 1996 (dernière confirmation en 2016).

## Structure

Plan de la basilique de Saint-Hubert

Élévation de la 3^{e} travée de la nef

Derrière une façade classique se cache un édifice de style gothique appartenant au groupe mosan, mais présentant certaines caractéristiques du type brabançon. L'église, à cinq vaisseaux, se compose d'une nef de cinq travées à collatéraux échelonnés, d'un transept non saillant à un seul vaisseau et d'un chœur de cinq travées également, avec déambulatoire, chapelles latérales et chapelles rayonnantes. Le sanctuaire, surélevé, surplombe la crypte.
Quelques chiffres :
- longueur totale, avant-corps inclus : 90,50 m;
- longueur intérieure : 81,50 m;
- largeur : 30,50 m;
- hauteur du vaisseau central : 25,10 m;
- largeur du vaisseau central (entre les piliers) : 9,50 m;
- distance entre les piliers du vaisseau central : 5,30 m (première travée, du mur aux piliers : 3,30 m);
- longueur totale de la nef : 32,80 m;
- hauteur du premier collatéral : 12,20 m;
- largeur du premier collatéral (entre les piliers) : 3 m;
- hauteur du second collatéral : 9,40 m;
- largeur du second collatéral (entre pilier et mur) : 3,60 m;
- largeur du transept : 8,40 m;
- distance entre les piliers du vaisseau central du chœur : 4,20 m (dernière travée avant l'abside : 4,60 m);
- hauteur des deux tours de façade : 60 m.

## L'intérieur
Le décor général est d'Arnold de Hontoire, chef de file d'une célèbre école liégeoise de sculpture, contemporain et concurrent de Jean Delcour qui, comme lui, s'est perfectionné auprès de grands maîtres italiens pendant plus de 10 ans. La statuaire a été réalisée par ses disciples, Cornelis Vander Veken, Renier Panhay de Rendeux et surtout Guillaume Evrard, de la même école liégeoise et romaine, considéré comme  le plus grand sculpteur liégeois du XVIIIe siècle, dont on peut admirer cinq des huit chefs-d'œuvre à Saint-Hubert : les quatre évangélistes et l'autel saint Sébastien, actuellement maître-autel de l'église d'Awenne, qui provient de la chapelle de l'abbé.

### Vitraux
L'église conserve, dans la première travée du bras nord du transept, en surplomb de l'arc ouvrant sur le déambulatoire, un vitrail posé en avril 1542, don d'Adolphe de Schauenburg (1511-1556), chanoine (1528), puis prévôt de la cathédrale de Liège (1533), alors coadjuteur de Cologne (1533-1547), enfin archevêque de Cologne (1547-1556).

### Mobilier

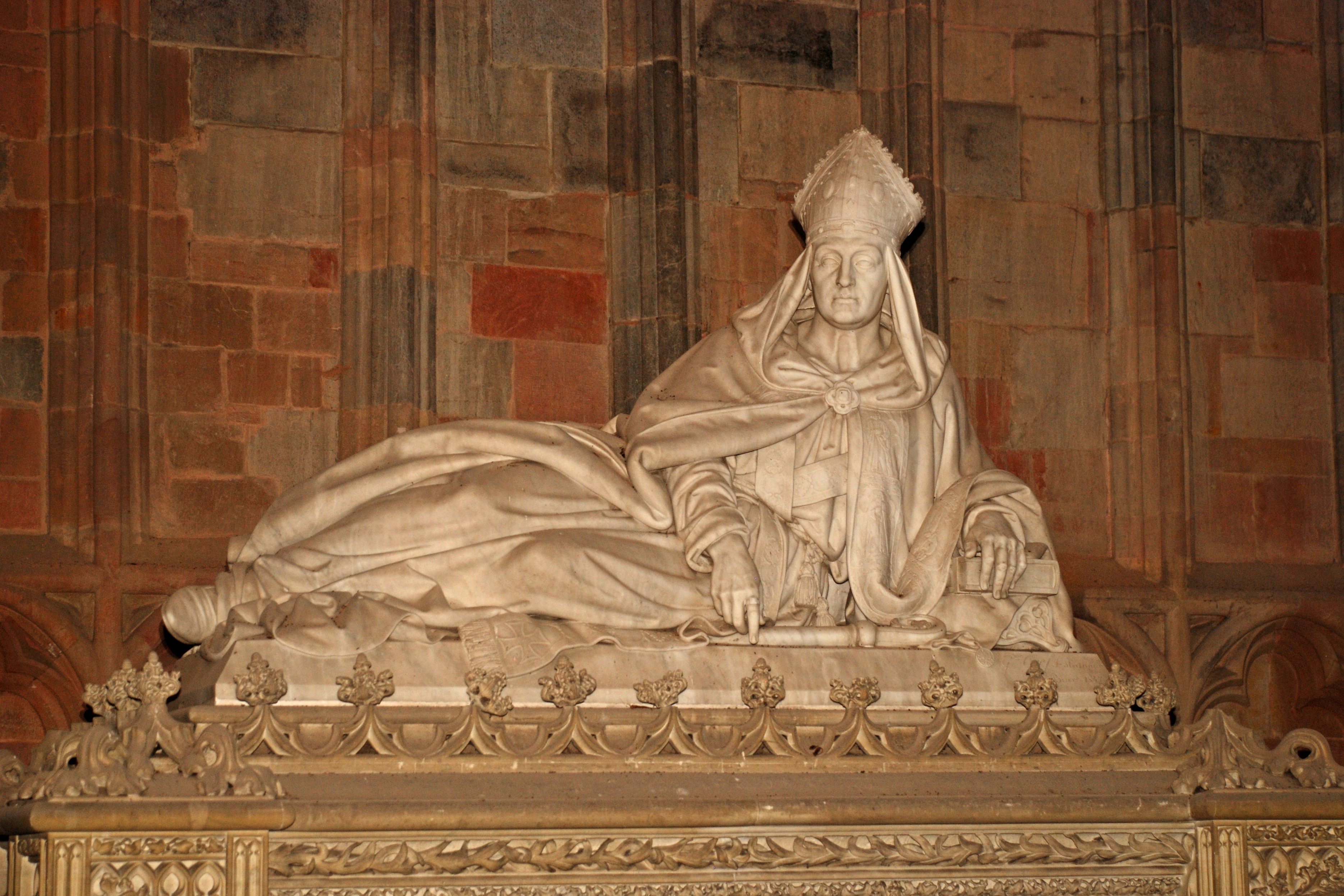
Cénotaphe de saint Hubert
(Guillaume Geefs, 1847).

La basilique conserve un mobilier important : 
- l'autel de saint Hubert, réalisé en 1648, sous l'abbatiat de Nicolas de Fanson ;
- un retable de la Passion du Christ comportant 24 panneaux en émaux de Limoges du second tiers du XVIe siècle (1530-1560), fortement endommagé par des soldats huguenots en octobre 1568, rattaché à l'atelier de Martin Didier et inspiré de la Petite Passion (1511) d'Albrecht Dürer[19]. Le vol de deux des panneaux ("L'ascension à Béthanie" et "Le miracle de la Pentecôte") a malheureusement été constaté le 11 avril 2017[20],[21].
- un maître-autel en marbre[22], de 1721, avec comme élément central une Vierge à l'enfant signée du nom du sculpteur Renier Panhay de Rendeux, les autres statues qui le décorent (Christ triomphant, saints Pierre et Paul, saint Benoît, sainte Scholastique, anges et angelots) pouvant être attribuées à Cornélis Vander Veken[23] ;
- des statues monumentales des quatre évangélistes de Guillaume Evrard (4 de ses 8 chefs-d’œuvre)[23] ;
- les stalles, œuvre d’ébénisterie de qualité terminée en 1733, sculptées par Jean-François Louis, gendre de Arnold de Hontoire, et construites par Pierre Martiny, menuisier du bourg[24]. Elles sont décorées de dix-huit panneaux de chêne sculptés en bas-relief et présentent les principaux épisodes des vies de saint Benoît (au nord) et saint Hubert (au sud). Au solstice d'été (21 juin), le soleil levant illumine le troisième bas-relief des stalles de saint Hubert, représentant la conversion de saint Hubert[25],[26].
- des orgues classiques, installées dans un buffet à deux corps daté de 1685, construites par Antoine le Picard (de Noyon, France)[27]. Le buffet est vraisemblablement de Arnold de Hontoire. Elles comptent actuellement 44 jeux complets, mais ont cependant été fortement modifiées vers 1930, où de nombreux jeux ont été transformés pour passer d'un orgue classique de la grande tradition française à un orgue romantique (wagnérien). On dote l'instrument d'un ventilateur électrique en 1923.
- le cénotaphe de saint Hubert, sculpté par Guillaume Geefs en 1847, commandé et offert à l'église par le roi Léopold Ier de Belgique. Il est placé dans la grande chapelle à l'extrémité nord du transept. Réalisé en pierre de France, il se présente comme un sarcophage en forme de parallélépipède de style néo-gothique, surmonté d'une statue de saint Hubert en marbre de Carrare. Huit scènes de la vie du saint décorent les faces du monument.
- un ensemble de seize toiles monumentales réalisées entre 1840 et 1865 : le chemin de croix par trois professeurs de l'Académie d'Anvers, la conversion de saint Hubert par Lambert Mathieu et saint Hubert en prière dans la forêt par Maximilien Gillard, deux peintres importants de la région, ainsi que quelques copies d’œuvres célèbres (Rubens...) qui complètent l'ensemble.

## Commentaire
Jacques Charneux et Bernard Wodon écrivent à propos de l'édifice religieux : 
« Unique en son genre au sud de la Meuse, l'ensemble abbatial hubertin possède la monumentalité, la grandeur et l'élégance ; aux formes archaïques parfois, racées souvent, éloquentes toujours. »

## Galerie

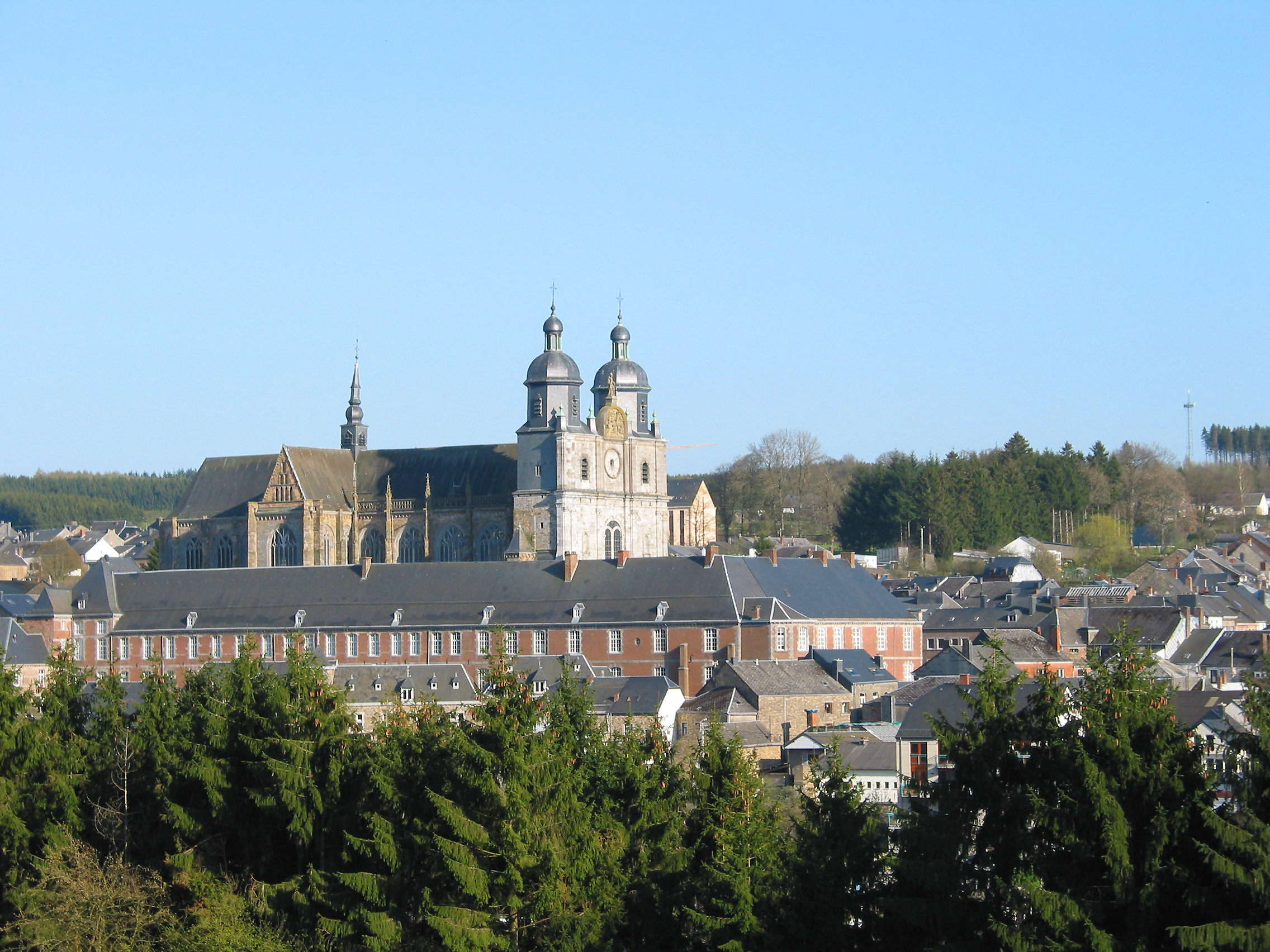
La basilique et le Palais Abbatial.
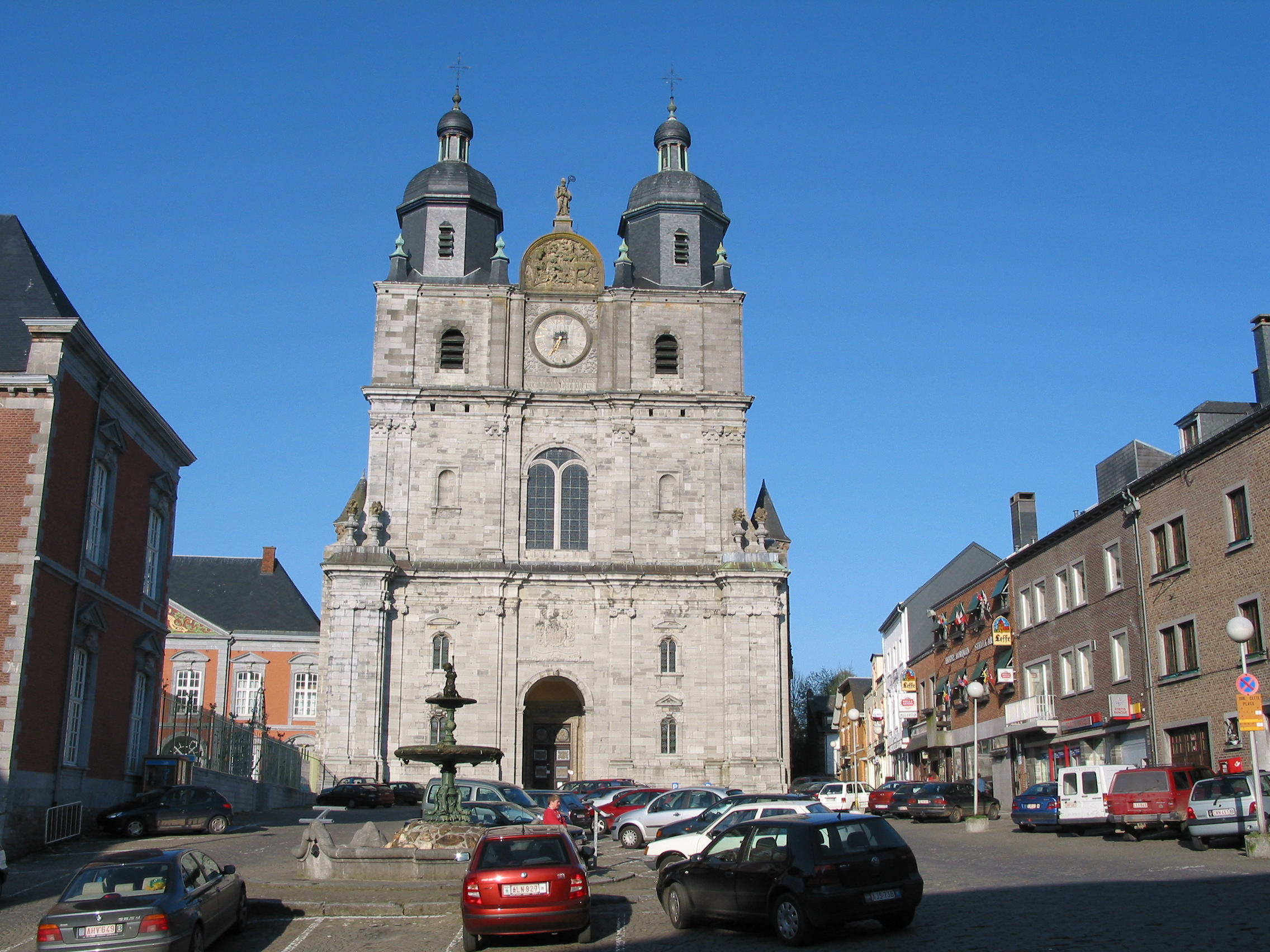
Place de l'Abbaye
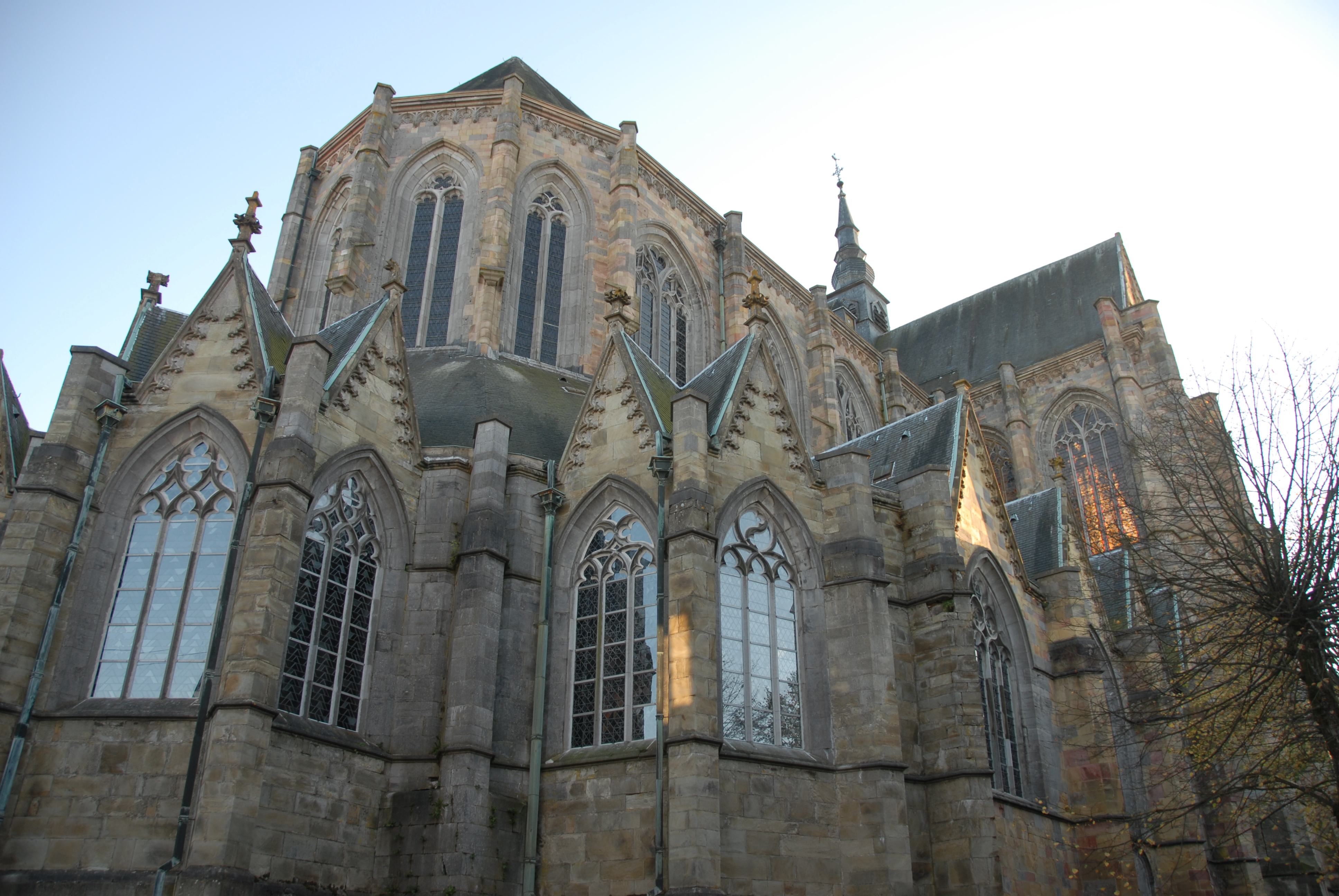
Le chevet de la basilique.
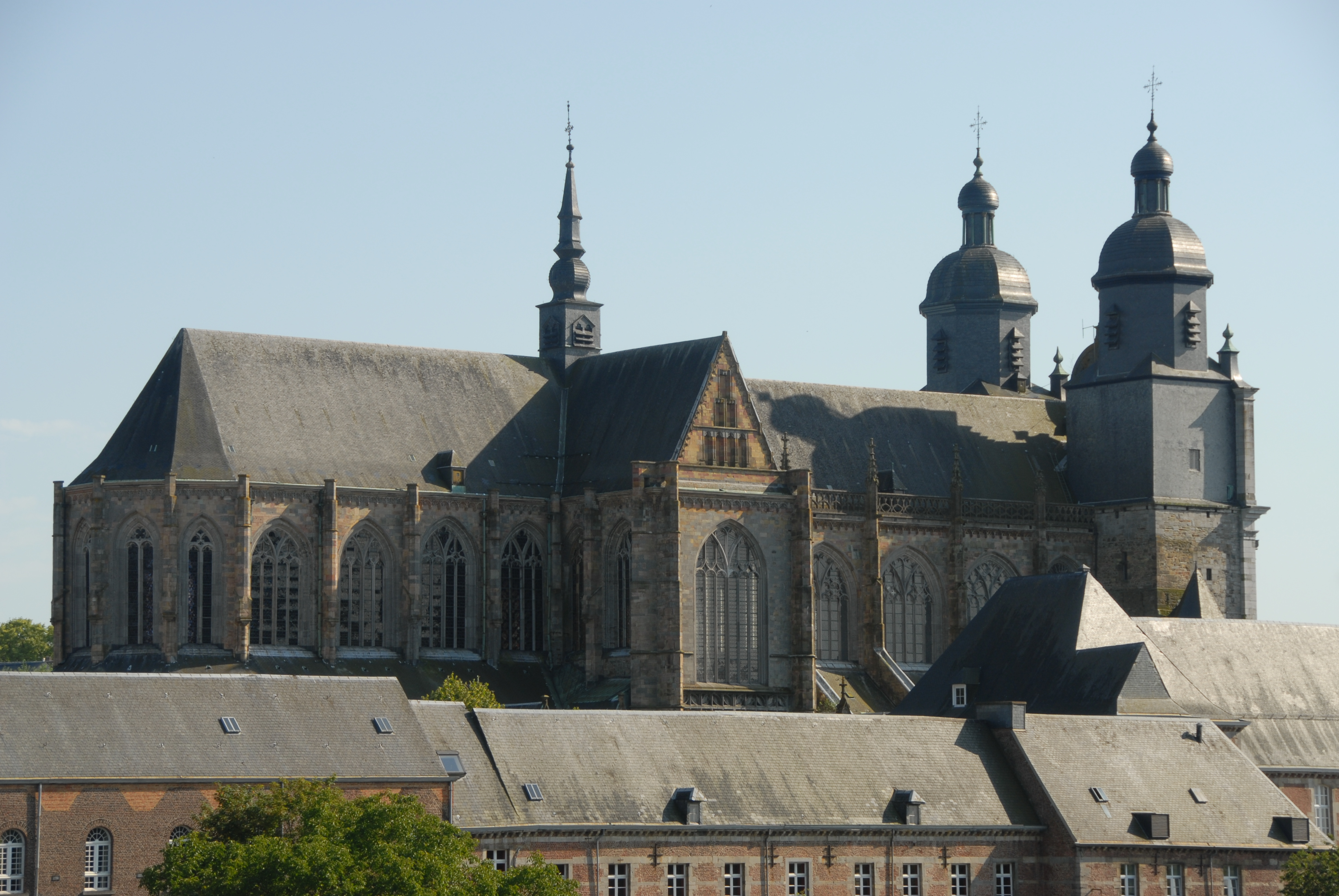
La Basilique vue du nord.
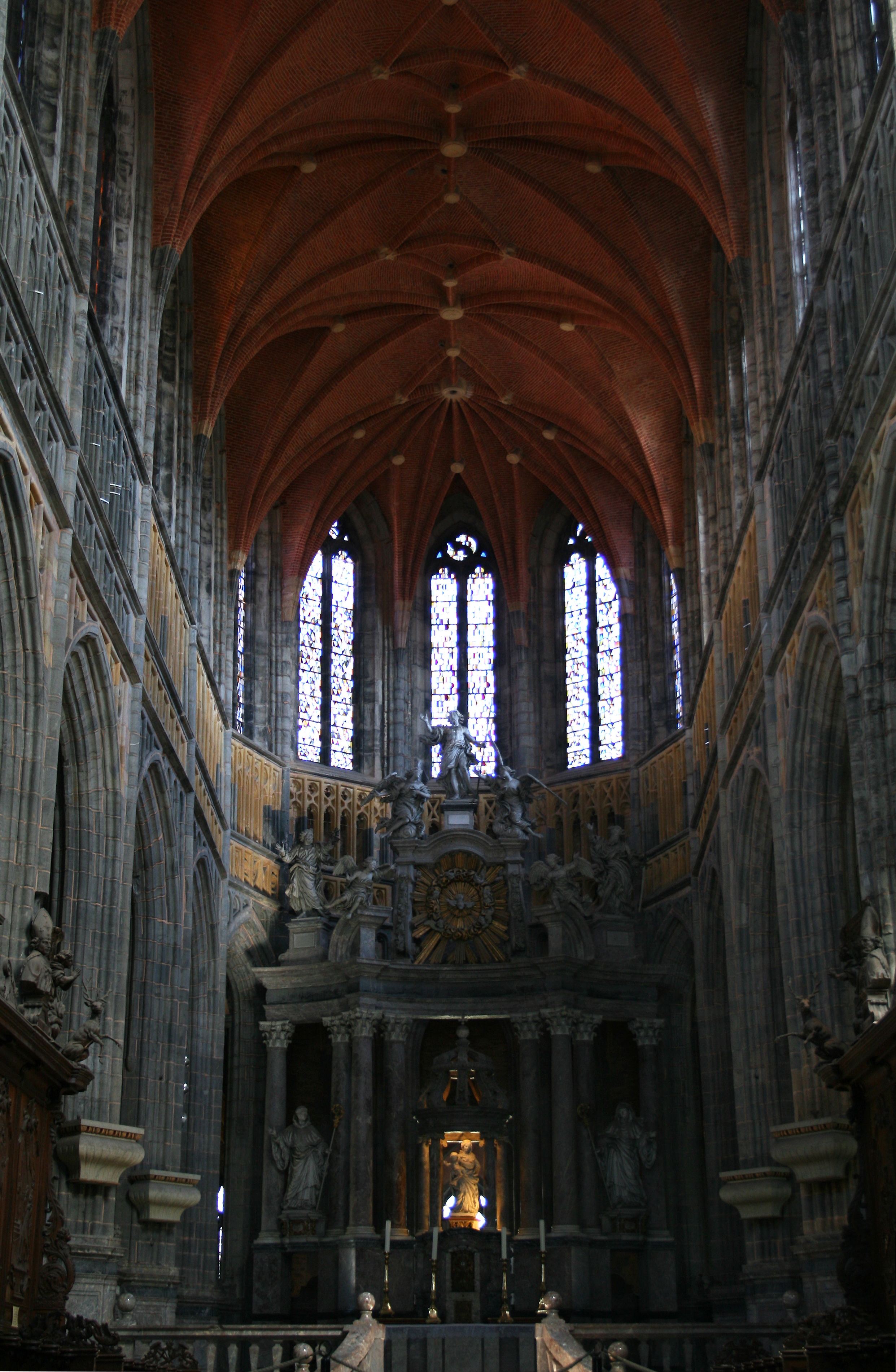
Le chœur de la basilique.
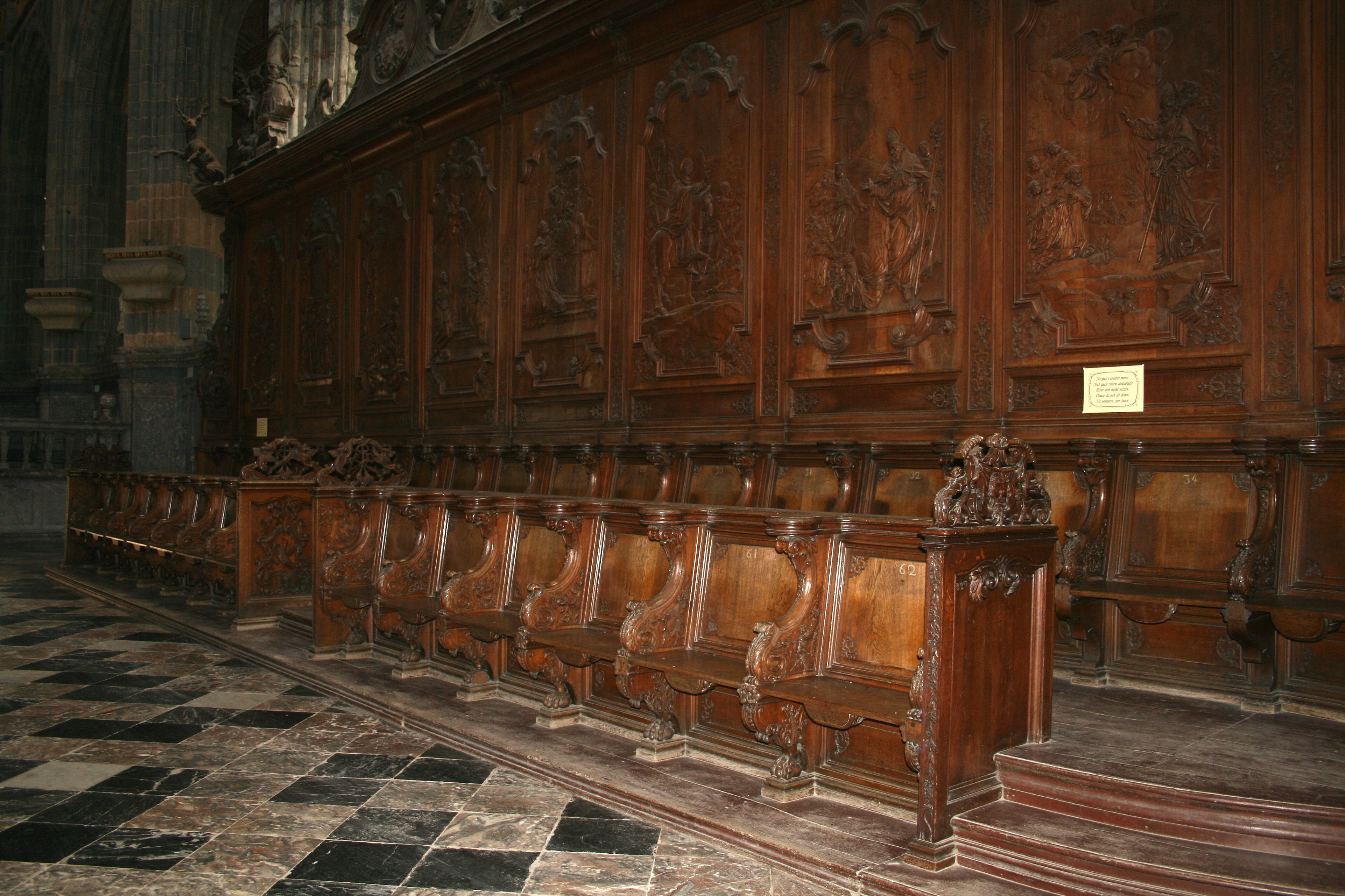
Les Stalles de Jean-François Louis et Pierre Martiny.
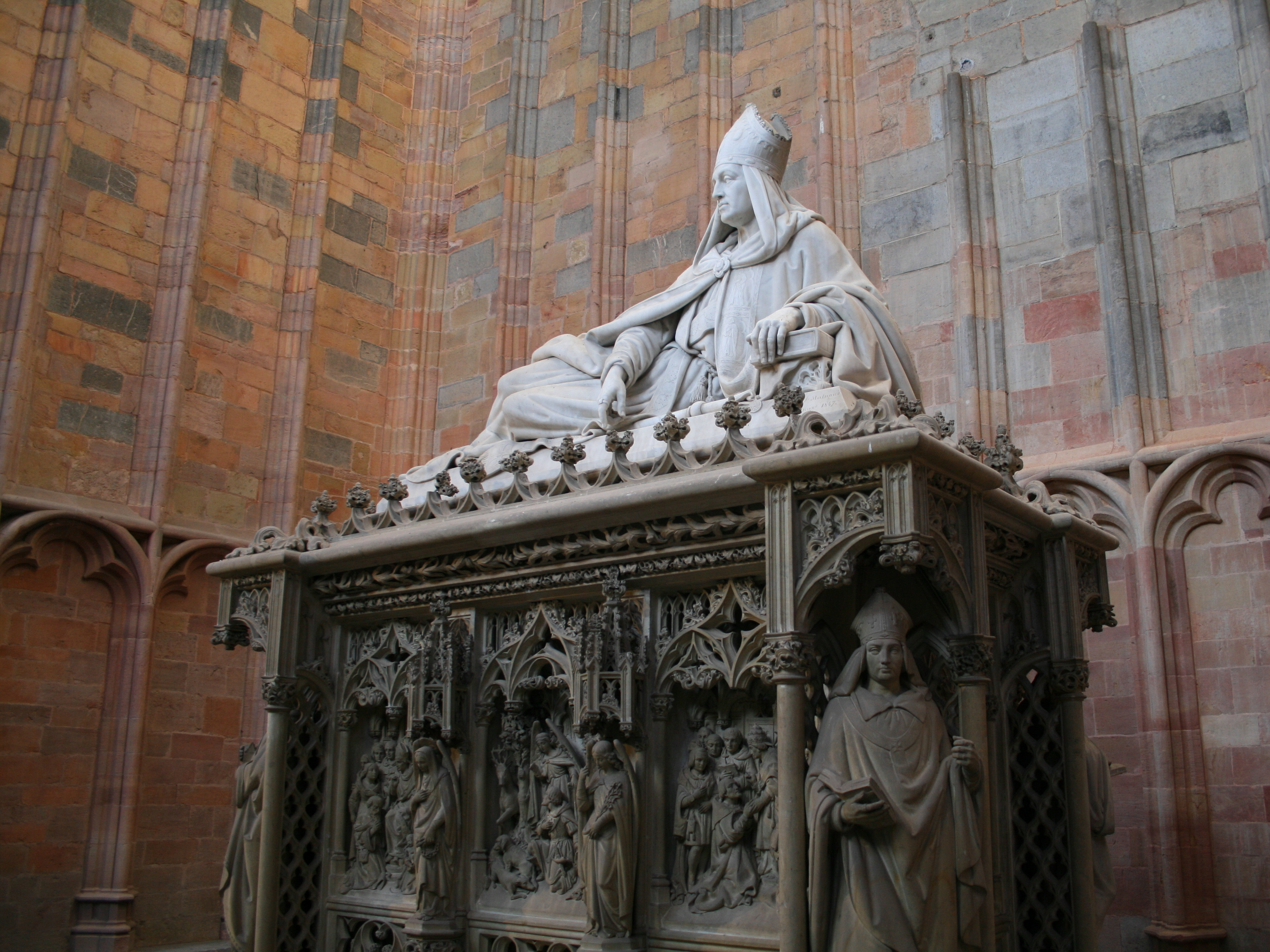
Cénotaphe de Saint Hubert sculpté par Guillaume Geefs (1847).
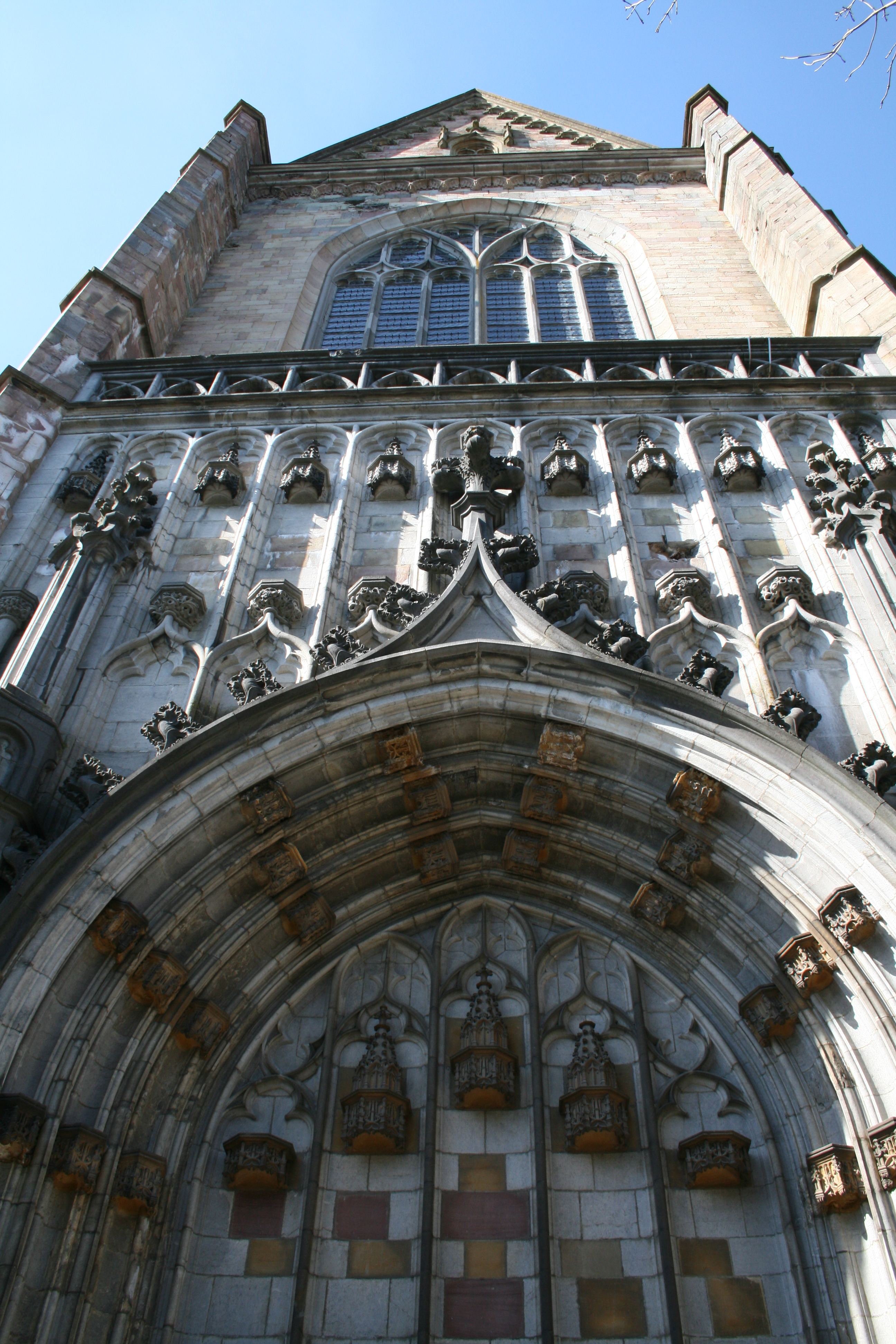
Le portail sud de la basilique.
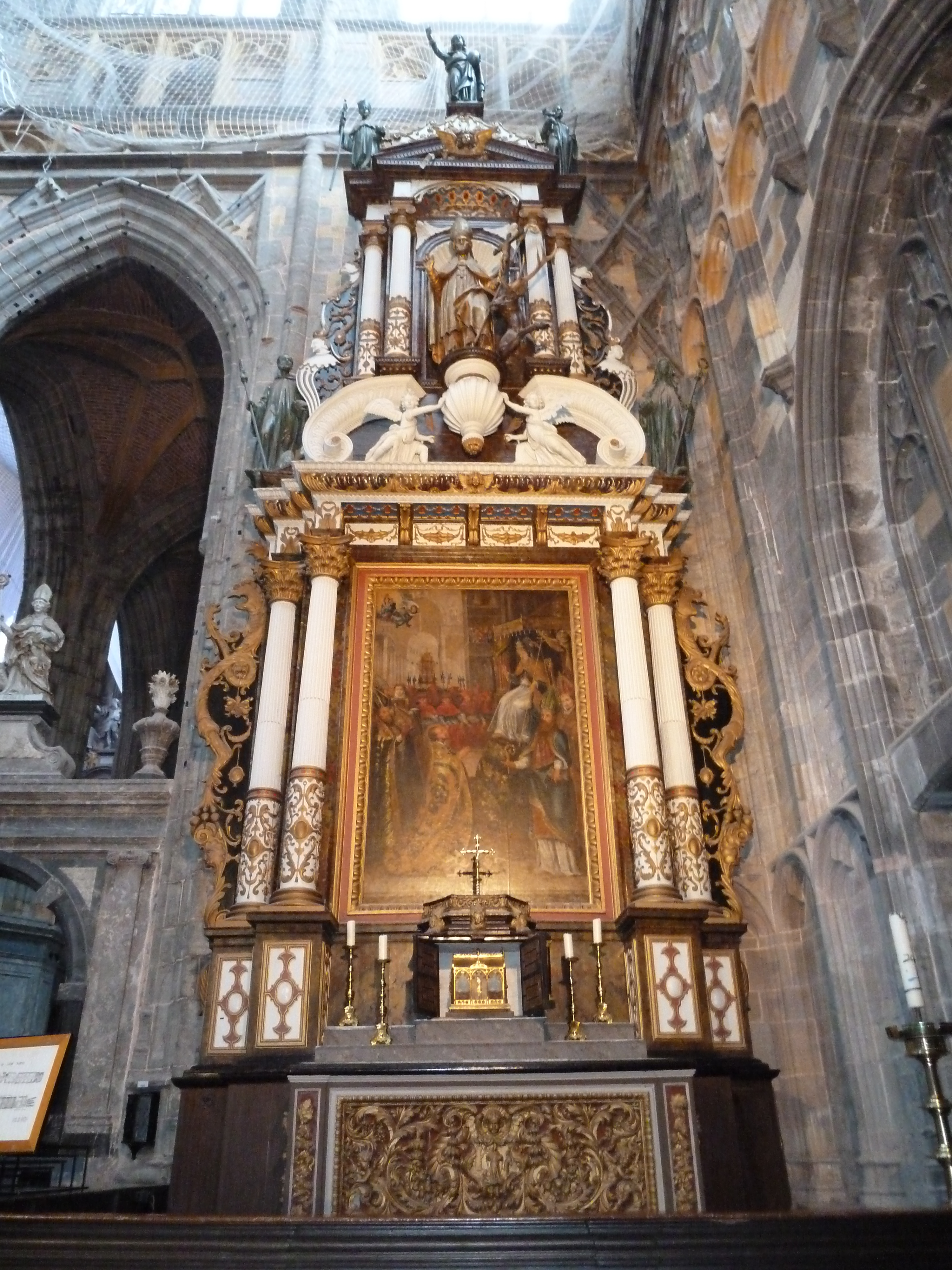
L'autel de saint Hubert.